# Comité Olímpico de Trinidad y Tobago
El Comité Olímpico de Trinidad y Tobago (por sus siglas en inglés Trinidad and Tobago Olympic Committee) es el Comité Olímpico Nacional (TTO por sus siglas en inglés)  que representa a Trinidad y Tobago. También es el organismo responsable de la representación de Trinidad y Tobago en los Juegos de la Mancomunidad. Es miembro de la Organización Deportiva Panamericana desde 1951.

## Historia
Tras siete años de Segunda Guerra Mundial, en los que el deporte internacional se había interrumpido por completo y el deporte local se había visto muy reducido, el mundo volvió a la normalidad en 1945. Se planificó la celebración de los Juegos Olímpicos de 1948 en Londres. Esto impulsó la formación de la Asociación Olímpica de Trinidad y Tobago (TTOA) en 1946. Con el tiempo, el nombre se cambió al actual Comité Olímpico de Trinidad y Tobago (TTOC).
Trinidad y Tobago, que entonces era una colonia británica, aspiraba a competir en los Juegos Olímpicos y la TTOA surgió como un comité de trabajo para llevar al país a los Juegos Centroamericanos y del Caribe de Barranquilla (Colombia) en 1946. Así, la afiliación formal al Comité Olímpico Internacional (COI) se concedió a Trinidad y Tobago en la sesión del COI de 1948.

## Objetivo institucional
El TTOC se adhiere a los objetivos del COI, que no se limitan a ganar medallas en los Juegos, sino que promueven
(a) El desarrollo de las cualidades físicas y morales que son la base del deporte
(b) Educar a los jóvenes a través del deporte para un mejor entendimiento entre ellos, ayudando así a construir un mundo mejor y más pacífico
(c) Difundir los principios olímpicos en todo el mundo, creando así una buena voluntad internacional
(d) Reunir a los atletas del mundo en el gran Festival Deportivo cuatrienal.
De acuerdo con estos objetivos, la principal responsabilidad del COT es asegurar la representación de los deportistas de este país en los Juegos Olímpicos y velar por la protección y el desarrollo del Movimiento Olímpico y del deporte en general.
Con estos esfuerzos se espera que el COT enseñe y fomente el respeto a los principios fundamentales del Olimpismo; actúe como enlace con las Federaciones Deportivas Nacionales afiliadas a las Federaciones Internacionales reconocidas por el COI; aliente y ayude al gobierno del país en la aplicación de un Programa Deportivo para la Juventud, con miras a desarrollar el carácter, la salud y el sentido cívico; se oponga a toda interferencia política o comercial y a toda discriminación religiosa o racial en el deporte; propague un programa destinado a ilustrar al público y a los medios de comunicación sobre la Filosofía Olímpica.